# Django (film)
Django är en långfilm, spagettivästern, från 1966 i regi av Sergio Corbucci. Den producerades i ett italienskt-spanskt-franskt samarbete med Franco Nero i huvudrollen.
En ganska utmärkande detalj i filmen är att huvudrollsinnehavaren använder sig av en likkista för att transportera sina tillhörigheter. Filmen blev totalförbjuden i Sverige 1966 då den för sin tid ansågs vara väldigt brutal, men kom ut på video i början av 80-talet. I Storbritannien krävde BBFC att filmen behövde censureras såpass mycket att det inte var någon idé att ge ut den och den blev tillgänglig först 1993.